# Dunajský Klátov
Dunajský Klátov este o comună slovacă, aflată în districtul Dunajská Streda din regiunea Trnava. Localitatea se află la altitudinea de 113 m deasupra n.m., se întinde pe o suprafață de 4,57 km2 și în 2017 număra 674 de locuitori.

## Istoric
Localitatea Dunajský Klátov este atestată documentar din 1393.

## Demografie
| An:                | 1994 | 2004    | 2014    | 2024    |
| ------------------ | ---- | ------- | ------- | ------- |
| Număr de persoane: | 465  | 416     | 571     | 860     |
| Diferență:         |      | −10,53% | +37,25% | +50,61% |

| An:                | 2023 | 2024   |
| ------------------ | ---- | ------ |
| Număr de persoane: | 854  | 860    |
| Diferență:         |      | +0,70% |